# Homalonotus
Homalonotus es un género extinto de artrópdos de la familia Homalonotidae. Fue descrito por König en 1825.

## Especies
- H. armatus
- H. dekayi
- H. delphinocephalus
- H. expansus
- H. platynotus
- H. rhinotropis
- H. roemeri